# Sven Oluf Sørensen
Sven Oluf Sørensen ( París, 26 de noviembre de 1920 – 16 de septiembre de 2017) fue un físico noruego. Hijo del pintor Henrik Sørensen y Gudrun Cleve, Sørensen se convirtió en profesor de física nuclear en la Universidad de Oslo. Participó en diversos grupos de investigación internacionales asociados con la CERN de Ginebra.

## Biografía
S. O. Sørensen estudió física y matemáticas en la Universidad de Oslo y se graduó en 1947. Completó su tesis doctoral en 1952. Entre 1948 y 1961, fue ayudante de investigación de la Universidad de Oslo y se convirtió en profesor de física desde 1961 hasta su retiro en 1987.
Su labor científica se centró en el estudio de las partículas elementales y sus reacciones mediante emulsiones fotográficas, cámaras de burbujas y equipos electrónicos. Escribió varios artículos científicos sobre física nuclear y física de partículas elementales que presentan nuevos resultados de importancia para nuestra comprensión de los núcleos atómicos. En 1950, Sørensen introdujo los conceptos de la física nuclear de alta energía en la Universidad de Oslo. Anteriormente había trabajado en un instituto de investigación en Bristol, que en ese momento era líder mundial en este tipo de investigación.
Sørensen fue uno de los fundadores de un proyecto de cooperación nórdica sobre investigación de colisiones de protones que se llevó a cabo mediante la técnica de cámara de burbujas en el CERN. Esta cooperación resultó ser de gran importancia para la evolución de la física elemental en los países escandinavos. Sørensen también realizó investigaciones sobre antiprotones y radiación cósmica.
S. O. Sørensen también fue autor de artículos reconocidos sobre muchos tópicos sobre la física nuclear, la radiación cósmica, la materia oscura y otros tópicos astronómicos. Era conocido como un orador inspirador tanto en la universidad como cuando daba conferencias populares. También escribió una gran biografía sobre la vida y el arte de su padre.
S. O. Sørensen fue miembro de la Academia Noruega de Ciencias y Letras desde 1965 y de la Real Sociedad Noruega de Ciencias y Letras desde 1990. Recibió el Premio de Cultura del Municipio del Condado de Buskerud en 1978. Fue condecorado Caballero, Primera Clase de la Orden de San Olaf en 1991.